# Montpellier Agglomération Handball
Montpellier Agglomération Handball ili MAHB (skraćeno Montpellier Handball ili MHB) je francuski rukometni klub iz Montpelliera, osnovan 1982. godine. Montpeiller od 1992. igra u francuskoj Division 1 i od tada je najuspješnija momčad lige. Dvorana kluba, Palais des sports René Bougnol, prima 3.000 ljudi. Aktualni su prvaci Francuske i Europe pod vodstvom trenera Patricea Canayera.

## Povijest
Klub je osnovan 1982. godine kao Cosmos Montpellier i svake je godine postizao sve bolje i bolje rezultate da bi u sezoni 1986./1987. prešao iz departmanske lige u 4. državnu ligu. Godine 1987. klub mijenja ime u Montpellier La Paillade Sport Club i postaje prvak 3. lige, čime si je osigurao prelazak u 3. francusku rukometnu ligu. 
Nakon dvije godine u trećoj ligi, Montpellier 1989. postaje prvak, mijenja ime u Montpellier Handball i prelazi u drugu ligu, odnosno Divison 2 (National 1B). Godine 1991. trenersku klupu preuzima Guy Petitgirard i momčad iste te sezone osvaja i Division 2 i tako po prvi puta, 1992. godine, prelazi u Division 1. Nakon prve sezone u kojoj su bili 5., druge u kojoj su bili 3., Montpellier je već u svojoj trećoj sezoni u prvoj ligi osvojio svoj prvi naslov prvaka. Predsjednik kluba, Jean-Paul Lacombe, također provodi i brzu i efikasnu rekonstrukciju kluba koja uvelike pomaže i pridonosi sportskim uspjesima.  
Uspjesi se nižu jedan za drugim, te su, uz titulu prvaka, igrači Montpelliera imali i prvi nastup u Kupu EHF-a tijekom sezone 1993./1994. kada su, kao i sljedeće sezone, došli do osmine finala. Godine 1994., Patrice Canayer, dotadašnji trener PSG Handballa, napušta dotadašnji klub i postaje trener Montpelliera. Sezona 1994./1995. donijela je Montpellieru prvu titulu prvaka koju su izborili u zadnjim trenutcima utakmice zadnjeg kola protiv OM Vitrollesa. Sljedeće dvije sezone Montpellier završava na četvrtom i trećem mjestu, koja su bila popraćena osminom finala Lige prvaka i četvrtfinalom Kupa EHF-a. 
Od 1997. godine pa do 2006., Montpellier postaje najbolji i najdominantniji francuski klub. Igrači su osvojili čak 8 od 10 prvenstava, 7 od 10 kupova i 4 Liga kupa. U sezonana 2000./2001. i 2006./2007. bili su drugoplasirani. Tijekom sezone 2002./2003. Montpellier uspijeva doći do finala Lige prvaka gdje igra protiv Portland San Antonija. Nakon debalka u prvoj utakmici, u kojoj gube s čak 27:19, Montpellier pokazuje snagu u drugoj utakmici i s nevjerojatnih 31:19 pobjeđuje Portland i tako, s ukupnim rezultatom 50:46 osvaja Ligu prvaka. Montpellier je tako postao prvi i, za sada, jedini francuski klub koji je osvojio Ligu prvaka. 
Od 2007., Montpellier je osvojio još 2 prvenstva, kupa i Liga kupa, te bio u četvrtfinalu i osmini finala Lige prvaka. Iste te godine, dolazi do još jedne promjene imena. Dana 5. rujna 2007., Montpellier HB postaje Montpellier Agglomération Handball.

## Pregled po sezonama
| Sezona      | Liga   | Pozicija | Kup            | Liga kup  | Liga prvaka        | Kup EHF-a          |
| ----------- | ------ | -------- | -------------- | --------- | ------------------ | ------------------ |
| 1985./1986. | ?      | ?        | ?              | -         | -                  |                    |
| 1986./1987. | Nat 3  | 1.       | ?              | -         | -                  |                    |
| 1987./1988. | Nat 2  | 1.       | ?              | -         | -                  | -                  |
| 1988./1989. | Nat 1B | ?        | ?              | -         | -                  | -                  |
| 1989./1990. | Nat 1B | ?        | ?              | -         | -                  | -                  |
| 1990./1991. | Nat 1B | ?        | ?              | -         | -                  | -                  |
| 1991./1992. | Nat 1B | 1.       | ?              | -         | -                  | -                  |
| 1992./1993. | Nat 1A | 5.       | ?              | -         | -                  | -                  |
| 1993./1994. | Nat 1A | 3.       | ?              | -         | -                  | Osmina finala      |
| 1994./1995. | Nat 1A | Prvaci   | ?              | -         | -                  | Osmina finala      |
| 1995./1996. | Div 1  | 4.       | ?              | -         | Osmina finala      | -                  |
| 1996./1997. | Div 1  | 3.       | ?              | -         | -                  | Četvrtfinale       |
| 1997./1998. | Div 1  | Prvaci   | Finalisti      | -         | -                  | Šesnaestina finala |
| 1998./1999. | Div 1  | Prvaci   | Prvaci         | -         | Šesnaestina finala | -                  |
| 1999./2000. | Div 1  | Prvaci   | Prvaci         | -         | Šesnaestina finala | -                  |
| 2000./2001. | Div 1  | 2.       | Prvaci         | -         | Četvrtfinale       | -                  |
| 2001./2002. | Div 1  | Prvaci   | Prvaci         | -         | Četvrtfinale       | -                  |
| 2002./2003. | Div 1  | Prvaci   | Prvaci         | Finalisti | Prvaci             | -                  |
| 2003./2004. | Div 1  | Prvaci   | Nisu nastupili | Prvaci    | Osmina finala      | -                  |
| 2004./2005. | Div 1  | Prvaci   | Prvaci         | Prvaci    | Polufinale         | -                  |
| 2005./2006. | Div 1  | Prvaci   | Prvaci         | Prvaci    | Četvrtfinale       | -                  |
| 2006./2007. | Div 1  | 2.       | Polufinale     | Prvaci    | Osmina finala      | -                  |
| 2007./2008. | Div 1  | Prvaci   | Prvaci         | Prvaci    | Četvrtfinale       | -                  |
| 2008./2009. | Div 1  | Prvaci   | Prvaci         | Finalisti | Osmina finala      | -                  |
| 2009./2010. | Div 1  | Prvaci   | Prvaci         | Prvaci    | Četvrt-finale      | -                  |
| 2010./2011. | Div 1  | Traje    | Traje          | Prvaci    | Traje              | -                  |

## Poznati igrači
- Nikola Karabatić
- Joël Abati
- Frédéric Anquetil
- Grégory Anquetil
- Cédric Burdet
- Didier Dinart
- Jérôme Fernandez
- Andrej Golić
- Pascal Mahé
- Bruno Martini
- Philippe Médard
- Thierry Omeyer
- Laurent Puigségur
- Sobhi Sioud
- Rastko Stefanovič
- Stéphane Stoecklin
- Igor Čumak
- Thomas Werner

## Vanjske poveznice
- Službena stranica kluba  Arhivirana inačica izvorne stranice od 3. rujna 2011. (Wayback Machine)
- Službena stranica navijača  Arhivirana inačica izvorne stranice od 9. listopada 2011. (Wayback Machine)